# Carpodacus puniceus
El camachuelo frentirrojo (Carpodacus puniceus) es una especie de ave paseriforme de la familia Fringillidae propia de Asia. 

## Taxonomía
Anteriormente se clasificaba como la única especie del género Pyrrhospiza, pero los análisis genéticos indicaron que debía trasladarse al género Carpodacus.

## Distribución y hábitat
Se encuentra en la meseta tibetana y las montañas que la rodean, distribuido por China, Afganistán, el sur de Rusia, Bután, Nepal, el norte de la India, Kazajistán, Pakistán, Tayikistán y Turkmenistán. Sus hábitats naturales son los bosques de montaña.